# Aymuray Tholi
Gli Aymuray Tholi sono una struttura geologica della superficie di Cerere.